# 宇野結也
宇野 結也（うの ゆうや、1992年5月21日 - ）は、日本の俳優である。岐阜県出身。HONEST所属。前事務所(オスカープロモーション)内の俳優・モデルによって結成された男劇団 青山表参道Xの元メンバー。

## 略歴
- 俳優になる以前は名古屋でバンドを組んでおり、インディーズデビューをした経験がある。担当はボーカル[2]。
- 2016年にミュージカル『テニスの王子様』3rdシーズンの手塚国光役でデビュー[3]。
- 2017年11月14日、事務所の所属俳優・モデルで結成された男劇団 青山表参道Xのメンバーになる[4]。

## 人物
- 事務所に入ったきっかけはスカウトである。
- 趣味は映画・音楽鑑賞。特技はバンド・子供とすぐ仲良くなれること[4]。
- 所持している免許/資格は臨床工学技士・普通自動車運転免許[4]。
- 座右の銘は「人にやさしく」「いつも明るく元気よく」[4]。
- 意外とポップな性格。
- 舞台『ひらがな男子』で「ぬ」役を演じるにあたり、脇を脱毛した。

## 出演

### テレビ番組
- ビットワールド（2023年4月8日 - 、NHK Eテレ） - メタルユウヤ 役、ウノ研究員 役

### 舞台・ミュージカル
- ミュージカル『テニスの王子様』3rdシーズン - 手塚国光 役[1]
  - 青学vs六角（2016年12月22日 - 2017年2月12日、TOKYO DOME CITY HALL 他）[5]
  - Dream Live 2017（2017年5月26日 - 28日、横浜アリーナ）[6]
  - 青学vs立海（2017年7月14日 - 10月1日、TOKYO DOME CITY HALL 他）[7]
  - TEAM Party SEIGAKU・ROKKAKU（2017年10月26日 - 11月5日、AiiA 2.5 Theater Tokyo 他）[8]
  - 青学vs比嘉（2017年12月21日 - 2018年2月18日、TOKYO DOME CITY HALL 他）[9]
  - Dream Live 2018（2018年5月5日 - 20日、横浜アリーナ 他）[10]
- 男劇団 青山表参道Ｘ 旗揚げ公演『SHIRO TORA ～beyond the time～』（2018年6月14日 - 17日、AiiA 2.5 Theater Tokyo） - 斉藤良一 役[11][12]
- 舞台「ひらがな男子」（2018年7月20日 - 29日、AiiA 2.5 Theater Tokyo） - ぬ 役[13][14]
- 若様組まいる〜若様とロマン〜（2018年10月6日 - 21日、三越劇場） - 園山 薫 役[15][16]
- 舞台「真・三國無双 赤壁の戦い」（2019年2月7日 - 17日、シアター1010） - 満寵 役[17][18]
- 舞台『仮面ライダー斬月』-鎧武外伝-（2019年3月9日 - 31日、日本青年館ホール 他） - フォラス/ プロトグリドン 役[19][20]
- ミュージカル「陰陽師」～大江山編～ - 酒呑童子 役[21][22][23]
  - 夏公演（2019年4月14日 - 8月11日、上海人民大舞台 他）[21][22]
  - 冬公演（2019年11月15日 - 12月29日、広州大劇院 他）[21][22]
  - 東京凱旋公演（2020年2月26日 - 3月1日、日本青年館ホール）[21][23]
- 朗読劇「寄席から始まる恋噺」（2019年10月31日 - 11月3日、三越劇場）[24]
- 舞台『盾の勇者の成り上がり』（2020年3月27日 - 4月12日、COOL JAPAN PARK OSAKA 他）※延期[注釈 1][25][26]
  - 舞台『盾の勇者の成り上がり』（2021年7月15日 - 25日、シアターサンモール） - 岩谷尚文 役[27]
- Flying Trip Vol.16『あいまいばかりの世界』（2020年6月24日 - 30日、こくみん共済 coop ホール／スペース・ゼロ） - 三ツ矢恭介 役[28][29][30]
- 巌流島（2020年7月31日 - 9月10日、明治座 他）※中止[注釈 2]
  - 巌流島（2023年2月10日 - 3月27日、明治座 他）[34]
- 舞台「HELI-X」シリーズ - クライ 役
  - 舞台「HELI-X」（2020年12月3日 - 13日、紀伊國屋サザンシアター TAKASHIMAYA 他）[35][36][37]
  - 舞台「HELI-X Ⅱ〜アンモナイトシンドローム〜」（2021年10月7日 - 17日、紀伊國屋サザンシアター TAKASHIMAYA）[38]
  - 舞台「HELI-X III～レディ・スピランセス～」（2022年6月3日 - 19日、サンシャイン劇場 他）[39]
  - 舞台「HELI-X～スパイラル・ラビリンス～」（2023年6月2日 - 11日、サンシャイン劇場）[40][41]
- 舞台「パタリロ！」 - バンコラン 役
  - ～霧のロンドンエアポート～（2021年1月21日 - 1月31日、天王洲 銀河劇場）[42]
  - ～ファントム～（2022年9月1日 - 19日、天王洲 銀河劇場 他）[43][44]
- 舞台「魔界転生」（2021年4月7日 - 6月10日、刈谷市総合文化センター 他） - 戸田五太夫 役[45]
- 舞台 真・三國無双 ～荊州争奪戦 IF～（2021年9月3日 - 8日、EX THEATER ROPPONGI） - 甘寧 役[46]
- 舞台「ROOKIES」（2021年11月18日 - 30日、シアター1010 他） - 安仁屋恵壹 役[47]
- 舞台「BASARA」（2022年1月13日 - 23日、シアターサンモール） - 朱理 役[48]
- 本能バースト演劇『sweet pool』（2022年3月12日 - 21日、天王洲 銀河劇場） - 翁長善弥 役[49][50]
- 「Dr.STONE」THE STAGE ～SCIENCE WORLD～ - 獅子王司 役
  - 初演（2022年7月9日 - 13日、サンシャイン劇場）[51]
  - 再演（2023年9月2日 - 18日、品川プリンスホテル ステラボール 他）[52]
- 『あの夏の飛行機雲』ー永南高校バスケットボール部ー（2022年10月14日 - 23日、GARDEN 新木場FACTORY） - 立花圭人 役[53][54]
- オンディーヌ（2022年12月23日 - 2023年1月11日、ウインクあいち（愛知県産業労働センター）大ホール 他） - ハンス 役（小澤亮太とのダブルキャスト）[55]
- 夏の夜の夢（2023年4月19日 - 23日、東京芸術劇場 シアターウエスト） - ヘレナ 役[56]
- トレンディは突然に（2023年7月13日 - 18日、シアターサンモール） - 亀井祐也 役[57]
- ロンドンコメディ Run For Your Wife（2023年7月19日、あうるすぽっと） - 新聞記者 役（日替わりゲスト）[58]
- 明治モダン歌劇『恋花幕明録〜前日譚〜』（2024年2月8日 - 18日、IMM THEATER / 2月23日 - 25日、AiiA 2.5 Theater Kobe） - 近藤勇 役[59]
- 『ROCK MUSICAL BLEACH』 - 阿散井恋次 役
  - 〜Arrancar the Beginning〜（2024年5月12日 - 6月2日、天王洲 銀河劇場 他）[60]
  - 〜Arrancar the Final〜（2025年2月8日 - 3月9日、天王洲 銀河劇場 他）[61]
- 舞台『ブルーロック』 - 烏旅人 役
  - 舞台『ブルーロック』3rd STAGE（2024年8月9日 - 12日、東大阪市文化創造館 Dream House 大ホール / 8月17日 - 25日、シアターH）[62]
  - 舞台『ブルーロック』4th STAGE（2025年5月15日 - 25日、THEATER MILANO-Za / 5月30日 - 6月1日、東大阪市文化創造館 Dream House 大ホール）[63]
  - 舞台『ブルーロック -EPISODE 凪-』（2025年11月20日 - 30日〈予定〉、東京ドームシティ シアターGロッソ）[64]
- 戦国妖狐 THE STAGE 世直し姉弟編（2024年9月27日 - 10月4日、シアター1010） - 兵頭真介 役[65]
- 舞台『鬼滅の刃』其ノ伍 襲撃 刀鍛冶の里（2025年4月11日 - 20日、天王洲 銀河劇場 / 4月25日 - 27日、AiiA 2.5 Theater Kobe） - 鋼鐵塚蛍 役[66]
- 舞台『日本三國』（2025年7月25日 - 8月3日、シアターH） - 長嶺士遼 役[67]

### テレビドラマ
- 僕が笑うと（2019年3月26日、カンテレ制作・フジテレビ系列） ‐ 井口洋一 役
- 民謡魂 ふるさとの唄 2020年4月5日、NHK総合） - 野村弥吉 役
- 絶対BLになる世界VS絶対BLになりたくない男（2021年、CSテレビ朝日） - 黒田 役[68]
- 日本統一 関東編 (2023年、日本テレビ) - 万城目淳 役
- プライベートバンカー 第1話（2025年1月9日、テレビ朝日）[69]
- 家政夫のミタゾノ 第7シーズン 第5話（2025年2月11日、テレビ朝日） - 山口陽介 役[70]

### 配信ドラマ
- ドクターY〜外科医・加地秀樹〜 第3弾（2018年9月、auビデオパス・テレ朝動画） - 戸田久志 役

### イベント
- ミュージカル『テニスの王子様』TSC会員限定イベント「テニミュ サポーターズクラブ プレミアム パーティー vol.11」（2016年11月1日、品川プリンスホテル ステラボール） - 手塚国光 役[71]
- ジャンプフェスタ2017[72]
  - ジャンプSQ.ブース ミュージカル『テニスの王子様』ステージ（2016年12月17日、幕張メッセ）
  - ネルケプランニングブース ミュージカル『テニスの王子様』ステージ（2016年12月17日、幕張メッセ）
  - マーベラスブース（2016年12月17日 - 18日、幕張メッセ）
    - テニミュVR - 手塚国光 役（映像出演）
    - テニミュモバイル WEB RADIO先行配信（音声のみ）
- ミュージカル『テニスの王子様』BD&DVD発売記念イベント
  - 青学vs六角 大阪近郊会場（2017年7月29日、泉佐野市立文化会館エブノ泉の森ホール）[73]
  - Dream Live 2017 昼の部（2017年11月24日、かつしかシンフォニーヒルズ モーツァルトホール）[74]
  - 青学vs立海 大阪近郊会場（2018年5月12日、城東区民ホール） [75]
  - バラエティ・スマッシュ！Vol.3 夜の部（2018年5月27日）[76]
  - 青学vs比嘉 東京近郊会場 （2018年8月24日）[77]
- 宇野結也1st DVD「YUYA」発売記念イベント （2017年7月30日、Concert Space Ginza SOLA） [78]
- ジャンプフェスタ2018[79]
  - ジャンプSQ.ブース ミュージカル『テニスの王子様』ステージ（2017年12月16日、幕張メッセ）
- 男劇団 青山表参道X Fan Event
  - 1st Fan Event 〜 X'mas Party （2017年12月25日、原宿QUEST HALL）[80]
  - 2nd Fan Event～ファンクラブ結成記念！ここから盛り上がっていくぞー！～ （2018年2月24日、原宿QUEST HALL）[81]
  - 3rd Fan Event ～Happy White Day2018～ （2018年3月12日、品川 THE GRAND HALL） [82]
- 占いフェス2018 NEW YEAR
  - 365 Fortune Voice （2018年1月6日 - 8日、六本木ヒルズアリーナ） - 声の出演[83]
  - 2日目オープニング映像ナレーション （2018年1月7日、六本木ヒルズアリーナ ステージ） - 声の出演[84]
  - 生ささやき！365 Fortune Voice （2018年1月8日、六本木ヒルズアリーナ ステージ）[85]
- 世界らん展 スペシャルナイト （2018年2月21日、東京ドーム）[86]
- ヴェートーク （2018年2月25日、渋谷BAR JACK）[87]
- DERAGAYA！東京出張SPイベント
- 〇〇たちのかわいいイタズラ ～佐々木もでるよ！～（2018年5月23日、サンパール荒川 小ホール） - 映像出演[88]
- DERAGAYA！宇野結也 Birthday Event ～結～（2018年5月21日、四谷区民ホール） [89]
- ミュージカル『テニスの王子様』15周年記念 シャカリキ応援！テニミュ上映祭[90]
  - 青学vs六角（2018年6月16日、新宿ピカデリー 他）
  - 青学vs立海（2018年6月23日、新宿ピカデリー 他）
  - 青学vs比嘉（2018年6月30日、新宿ピカデリー 他）[注釈 3]
- DERAGAYA! 岩田・山際・湯本のアクセル全開イベントin東京〜チャレンジャーたちの挑戦！〜（2019年4月20日、大田区民プラザ 小ホール）
- DERAGAYA! 宇野結也 Birthday Event 〜結〜Pt.2（2019年5月18日、目黒区中小企業センターホール）
- Bilibili World 2019（2019年10月4日） - ゲスト
- ミュージカル『テニスの王子様』秋の大運動会 2019（2019年10月9日） - ゲスト出演
- 阿久津仁愛×宇野結也『笑いのカド』（2019年10月14日、名古屋コンベンションホール）
- 加藤将×宇野結也 『新世界へようこそ』（2020年2月16日、ベルサール神保町アネックス）
- 金井成大BDイベント2020 〜じぇじぇじぇ！おら、もう30歳だっぺ！〜（2020年9月5日、CBGKシブゲキ!!） - ゲスト
- 宇野結也DVD『infinity』発売記念イベント（2023年4月29日、ワイムお茶の水ルームB）[91]
- 宇野結也DVD『infinity』発売記念個別オンライントーク会（2023年6月16日、リミスタ）[92]

### MV
- 降幡愛「パープルアイシャドウ」（2020年12月23日、2ndミニアルバム『メイクアップ』収録曲）[93]

## 作品

### DVD
- 宇野結也1st DVD「YUYA」（2017年7月10日、スクロール） [94]
- 宇野結也DVD『infinity』（2023年4月29日、スクロール）[95]